# Mienie użytku publicznego
Mienie użytku publicznego – ruchomości, nieruchomości (rzeczy i miejsca), z których wszyscy mają prawo korzystać (drogi publiczne, rzeki, parki, biblioteki, muzea itp.). Mienie to jest regulowane przepisami prawa administracyjnego.